# ThunderFly TF-G2
ThunderFly TF-G2 je bezpilotní letadlo (anglicky Unmanned Aerial Vehicle – UAV) typu vírník, navržené a vyrobené v České republice. První let se uskutečnil v květnu 2020. Jeho primární využití je v jednodušších leteckých operacích za ztížených povětrnostních podmínek, podporuje aplikace od vědeckého výzkumu po monitorování znečištění ovzduší. Díky open-source konstrukci a využití 3D tisku může být snadno modifikován pro konkrétní požadovanou aplikaci. Klíčovou vlastností vírníku TF-G2 je schopnost létat za silného větru s poryvy (za špatných meteorologických podmínek), kdy multikoptéry či letoun obdobné velikosti a hmotnosti toho nejsou z důvodu bezpečnosti schopné. Důležitou vlastností vírníku je také bezpečnostní režim autorotace, který zajišťuje kontrolovaný (pomalý) sestup i v případě problému s avionikou.

## Použití a ovládání

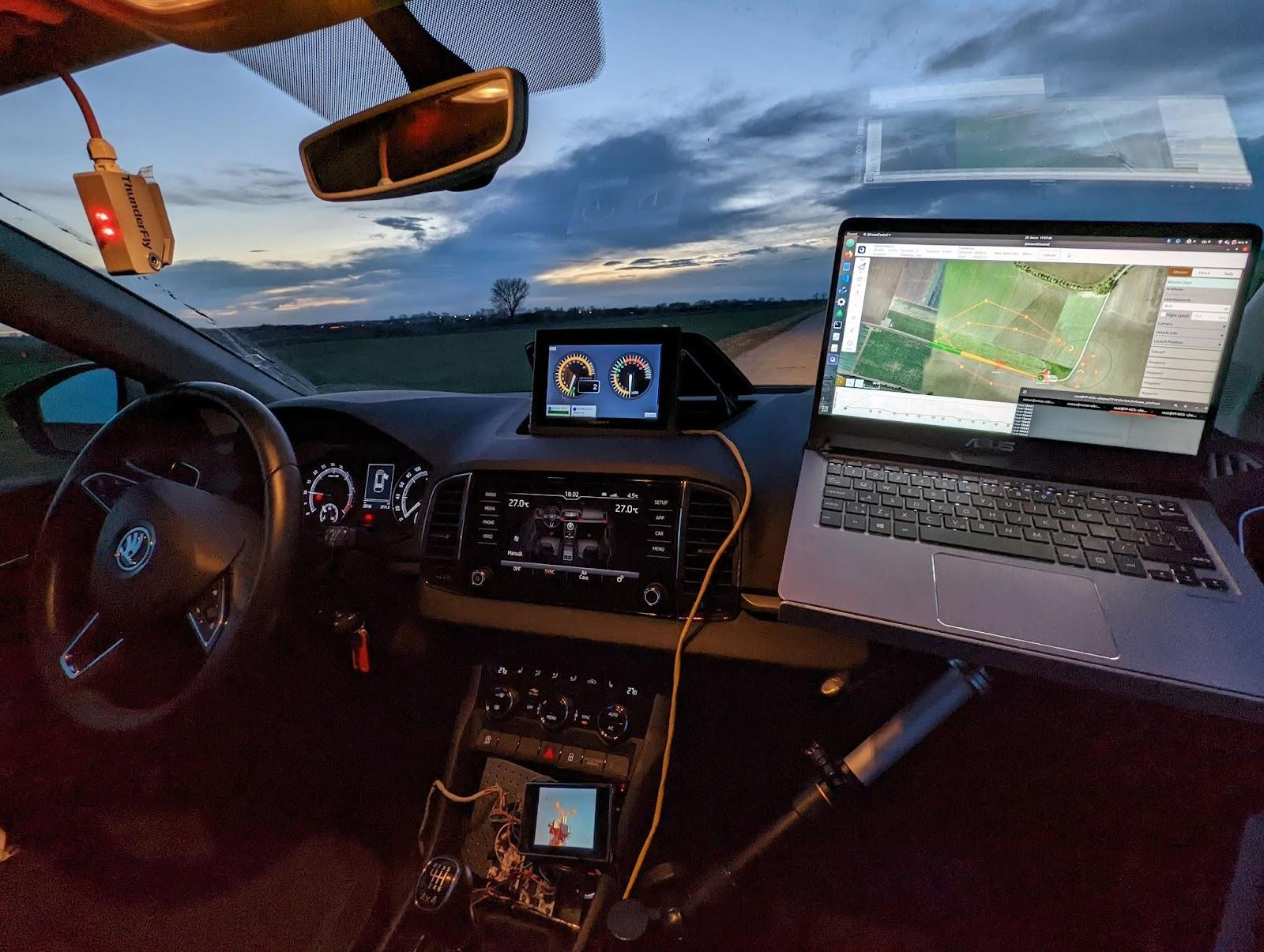
Terminál operátora bezpilotního vírníku TF-G2 a indikační přístroje řidiče umožňující automatizovaný vzlet ze střechy auta.

Bezpilotní vírník TF-G2 je dálkově ovládán z pozemní řídící stanice pilotem a operátorem letu. Lze jej řídit v asistovaném režimu, kdy pilot určuje směr letu a integrovaná avionika se stará o zajištění letových parametrů. Případně lze spustit i automatizovaný režim, kdy waypointy generované řídícím systémem umožňují automatický vzlet, let a přistání. TF-G2 má také dodatečné bezpečnostní režimy, které mu umožňují návrat k místu vzletu nebo přistání v bezpečné oblasti, pokud dojde ke ztrátě komunikace nebo k poruchám.
K nácviku konkrétního použití TF-G2 existuje simulační model do simulátoru FlightGear

### Způsob vzletu

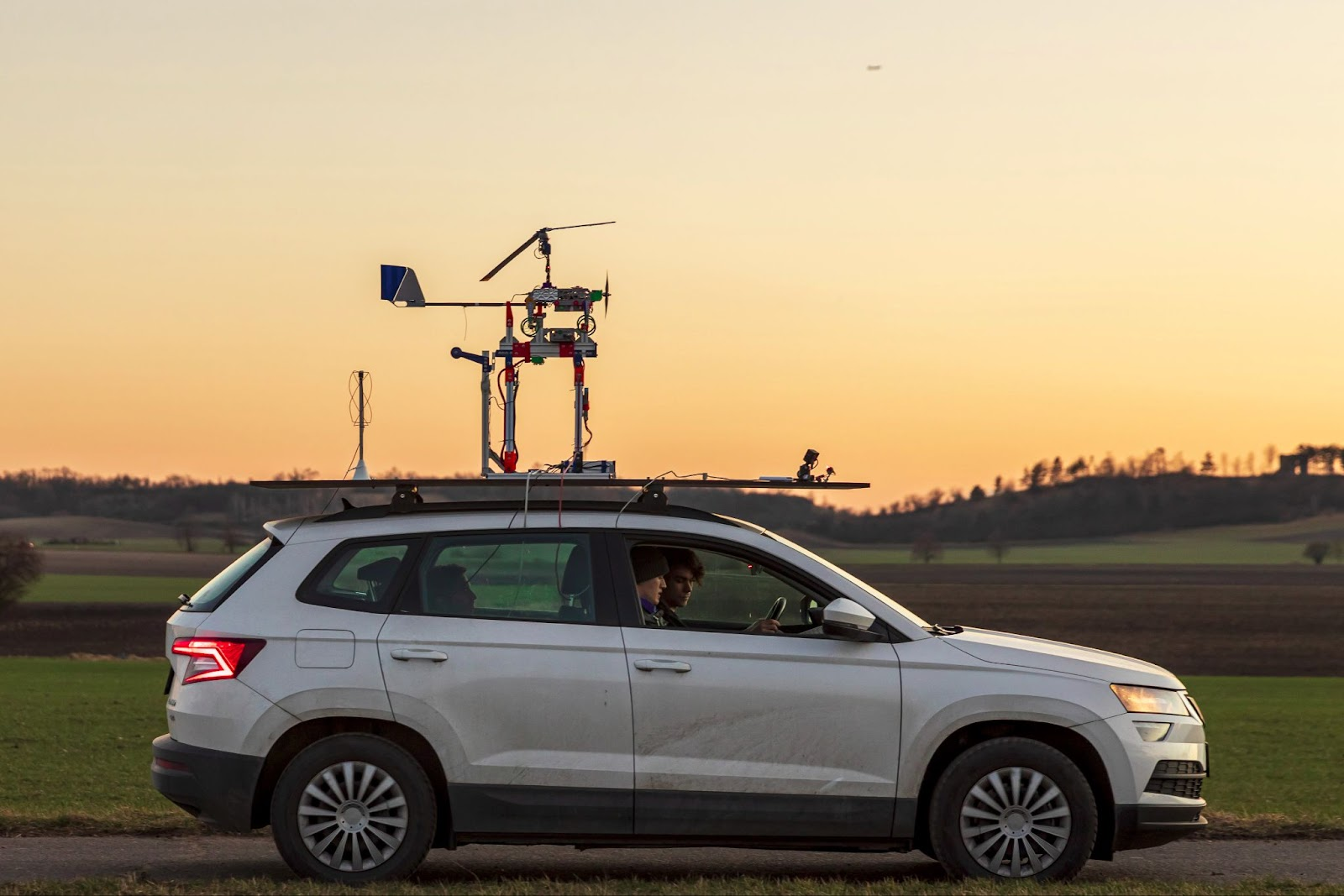
Bezpilotní vírník TF-G2 umístěný na startovní platformě.

Konstrukce bezpilotního vírníku TF-G2 umožňuje vzlet ze střechy automobilu, který zároveň slouží jako pozemní řídící stanice. Automobil je v tomto případě využit pro získání potřebných otáček rotoru jízdou.
Alternativně lze vírník odstartovat i hodem z ruky, kdy se otáčky rotoru zvýší během krátkého běhu. Takový způsob startu je výhodný tím, že nepotřebuje žádné přídavné vybavení.

### Komunikace a monitorování
Vírník TF-G2 pro komunikaci s pozemní stanicí využívá radiový přenos s protokolem MAVLink. Datové spojení se zároveň používá i pro přenos senzorických dat během plnění letového úkolu díky sadě open-source nástrojů TF-ATMON.
Tento systém umožňuje k avionice vírníku připojit různé senzory a přitom využít již existující napájení i radiový datový přenosový kanál. Takové řešení usnadňuje minimalizaci hmotnosti užitečného nákladu (například měřicí aparatury).

## Technické parametry

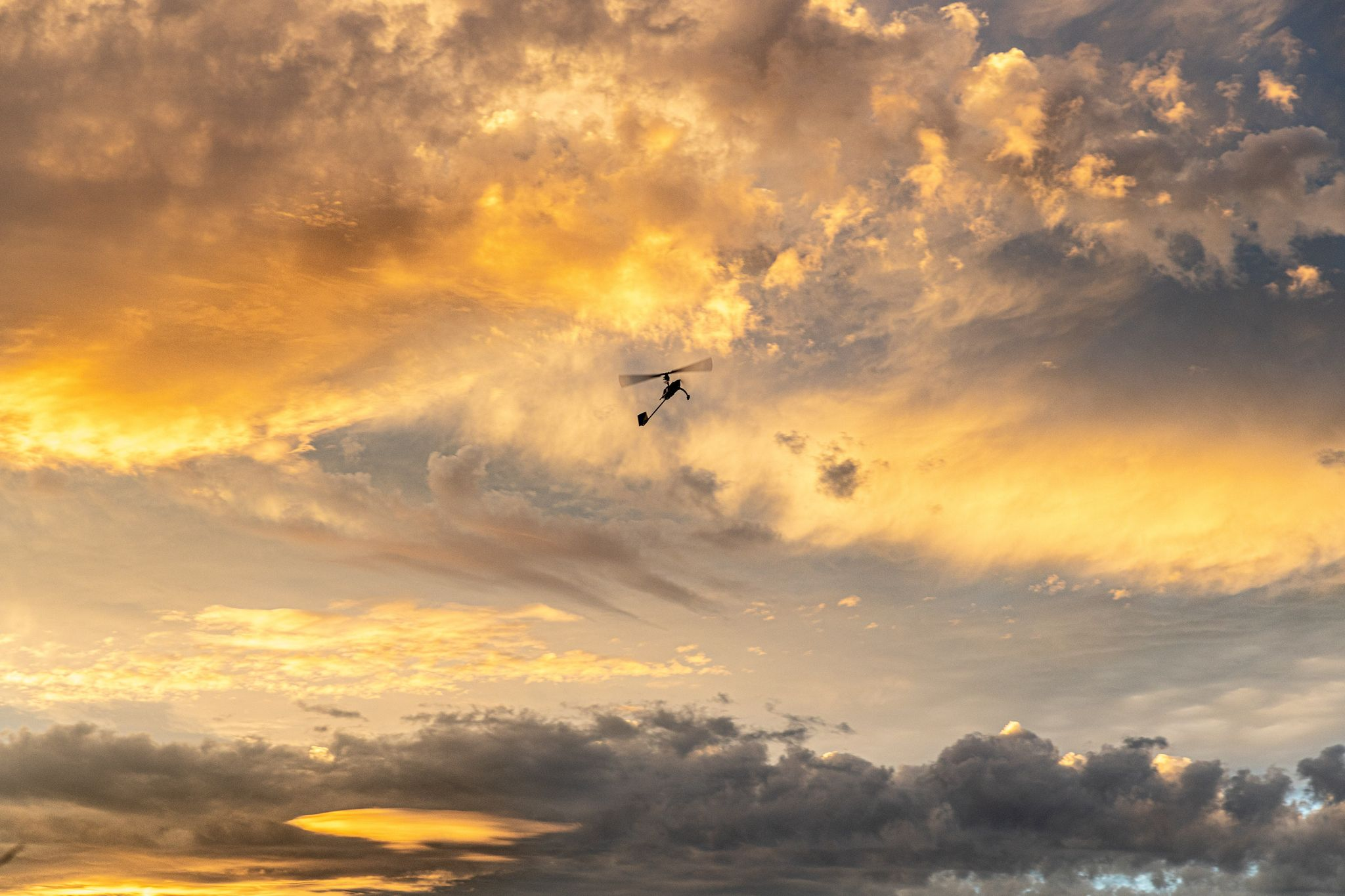
Bezpilotní vírník TF-G2 během měřícího letu.

- Maximální vzletová hmotnost: 1,5 kg
- Elektrický motor BLDC
- 3D tištěná konstrukce (Fused filament fabrication)
- Letová rychlost: 7 - 25 m/s
- Odolnost proti poryvům větru: do 10 m/s
- Užitné zatížení: 100g

## Užitečné zatížení (Payload)
Bezpilotní vírník TF-G2 je konstruován tak, aby umožnil montáž široké škály snímačů atmosférických veličin. To je kromě mechanického návrhu podpořeno i elektronickým a softwarovým vybavením, které je uzpůsobené pro přenos měřených hodnot do pozemní stanice. Měřené hodnoty jsou v pozemní stanici zobrazovány v interaktivní prostorové mapě v reálném čase. Výsledkem je možnost uzpůsobení trajektorie letu tak, aby byla co nejefektivněji proměřena zajímavá místa. Příklady používaných měřících aparatur pro vědecké měření
- Snímač prachových částic[13]
- Senzor vlhkosti a teploty vzduchu[14]
- Senzor elektrického pole[15]
- Polovodičový detektor ionizujícího záření[16]

## Oblasti použití

Vzlet a let bezpilotního vírníku TF-G2 z pohyblivé platformy (automobilu).

TF-G2 je navržen jednak jako vírník pro výuku pilotů a operátorů pro řízení větších bezpilotních vírníků a také, aby byl schopen létat za zhoršených povětrnostních podmínek. Díky jeho parametrickému návrhu je velmi snadné vírník modifikovat pro vykonávání určité činnosti. Příkladem je provádění měření v atmosféře, neboť je schopen nést lehké detektory.
Díky tomu je využíván k monitorování znečištění ovzduší, nebo měření elektrického pole v bouřkové oblačnosti.